# Пчелиный
Пчелиный — поселок в Бугурусланском районе Оренбургской области в составе Пилюгинского сельсовета.

## География
Находится на расстоянии примерно 20 километров по прямой на юг-юго-запад от центра города Бугуруслан.

## Население
Население составляло 6 человек в 2002 году (русские 50%), 0 по переписи 2010 года.